# Posidonius (Toreut)
Posidonius (altgriechisch Ποσειδώνιος) war ein antiker griechischer Erzgießer und Toreut (Metallbildner), der wahrscheinlich in der ersten Hälfte des 1. Jahrhunderts v. Chr. tätig war.
Von Posidonius sind heute keine überlieferten Werke bekannt. Er ist einzig aus der literarischen Überlieferung beim älteren Plinius bekannt und wird in dessen Naturalis historia (Naturgeschichte) zweimal erwähnt. Bei der ersten Erwähnung führt Plinius Posidonius mit einigen anderen Kunsthandwerkern auf, die als Erzgießer insbesondere Athleten, Bewaffnete, Jäger und Opfernde geschaffen hatten. Bei der zweiten Nennung wird Posidonius als Zeitgenosse des Gnaeus Pompeius Magnus genannt und somit sein Wirken in die erste Hälfte des 1. Jahrhunderts v. Chr. datiert, zum anderen wird er als Künstler bezeichnet, der besonders gute Arbeiten als Silberziseleur geschaffen hatte.